# Rue Sainte-Cécile
Rue Sainte-Cécile är en gata i Quartier du Faubourg-Montmartre i Paris 9:e arrondissement. Rue Sainte-Cécile, som börjar vid Rue du Faubourg-Poissonnière 29 och slutar vid Rue de Trévise 6, är uppkallad efter den heliga Cecilia, musikernas skyddshelgon; Paris musikkonservatorium var tidigare beläget i närheten.

## Omgivningar
- Saint-Eugène-Sainte-Cécile
- Conservatoire national supérieur de musique et de danse de Paris
- Notre-Dame de Bonne-Nouvelle
- Boulevard Poissonnière
- Boulevard de Bonne-Nouvelle
- Square Montholon

## Bilder
| - Saint-Eugène-Sainte-Cécile. - Notre-Dame-de-Bonne-Nouvelle. |

## Kommunikationer
- Tunnelbana – linjerna   – Grands Boulevards
- Tunnelbana – linjerna   – Bonne-Nouvelle
- Busshållplats Petites-Écuries – Paris bussnät, linje 39

### Webbkällor
- ”Rue Sainte-Cécile”. Mairie de Paris. http://www.v2asp.paris.fr/commun/v2asp/v2/nomenclature_voies/Voieactu/9032.nom.htm. Läst 20 mars 2021.
- ”Rue Sainte-Cécile”. Les rues de Paris. http://www.parisrues.com/rues09/paris-09-rue-sainte-cecile.html. Läst 20 mars 2021.